# Saint-Astier (Lot-et-Garonne)

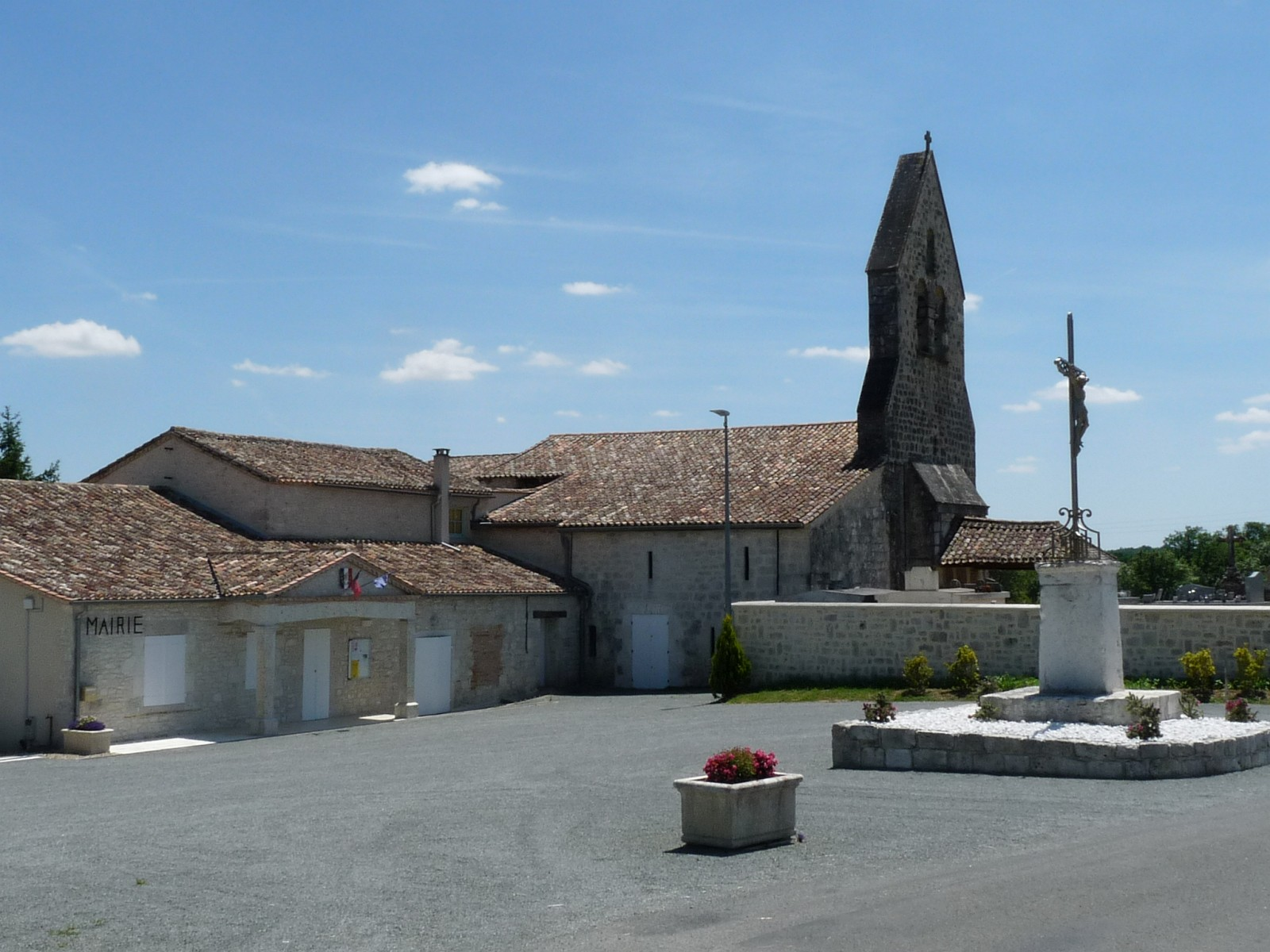
Rathaus und Kirche von Saint-Astier

Saint-Astier ist eine französische Gemeinde im Département Lot-et-Garonne in der Region Nouvelle-Aquitaine. Sie hat 213 Einwohner (Stand 1. Januar 2022). Die Einwohnerzahl hat sich in den letzten 40 Jahren nur unwesentlich geändert (1962: 178 Einwohner).

## Geografie
Die Gemeinde wird von zwei Bächen begrenzt, südlich von der Dourdèze, nördlich vom Garnazel.

## Sehenswürdigkeiten
Zu ihren Sehenswürdigkeiten zählen die beiden romanischen Kirchen St. Astier aus dem 12. Jahrhundert und Saint-Nazaire aus dem 13. Jahrhundert, außerdem die Schlossruine Château de Puychagut, erbaut im 12. und 13. Jahrhundert und zerstört gegen Ende des Hundertjährigen Krieges.